# Remetea (okręg Alba)
Remetea – wieś w Rumunii, w okręgu Alba, w gminie Meteș. W 2011 roku liczyła 17 mieszkańców.